# 超☆社会的サンダル
超☆社会的サンダル（ちょうしゃかいてきサンダル）は、下北沢を拠点とする日本の4人組ロックバンド。

## メンバー
オニザワマシロ - ボーカル・ギター担当。
- 作詞作曲を担当
- バンドの結成人物

タケマスター - ギター・コーラス担当。
- 2023年4月9日に加入
- ロックバンド「Timmy」のギターリストとしても活動。

ふじお - ベース・コーラス担当。
- 2021年6月1日に加入
- 「毒坊ふじお」表記される場合もある。
- ファッキンガーリックパンクバンド「ザ ニンクス」のボーカル・ギターとしても活動。
- 現メンバーでオニザワ以外で唯一「反社会的サンダル」の頃から在籍しているメンバー。
- 音大を卒業しており、作曲を担当する事もある。

林田翔馬 - ドラムス・コーラス担当。
- 2023年11月22日に加入
- 「Heat Gun Brass Band」や「アザミ」のドラマーとしても活動。

## 来歴
- 2021年3月14日に、当時17歳だったオニザワマシロによって「反社会的サンダル」が結成される。
- Eggsで楽曲を公開しながらライブ活動を行う。
- 10月31日、同人音楽イベント「M3」にて、反社会的サンダルとしての1stアルバム｢メンソール世界遺産｣が発売される。
- 2022年4月30日、バンド名を「超☆社会的サンダル」に改名。
- SUMMER SONIC 2023のオーディション企画「出れんの!? サマソニ!? 2023」の最終選考を突破し、出演アーティストに選抜される。
- 8月7日に「可愛いユナちゃん」のMVを公開。100枚限定でCDを販売する。
- 「マイナビ 閃光ライオット2023 produced by SCHOOL OF LOCK!」のファイナリストとして選出される。
- J-COM「MUSIC GOLD RUSH SEASON IV」で優勝する。
- 2024年2月7日に、初の全国流通盤である1stミニアルバム「漂☆流」をリリース。
- 初の東名阪ツアーとなる、「超☆入神!!誰でも幸せになれる!?『生命水』今なら何と一本5800円（税抜）!!ツアー」を開催。
- 12月11日に1stEP「君の飼い犬は、可愛くて最悪。」をリリース。

## ディスコグラフィ

### EP
|     | 発売日         | タイトル                     | 規格     | 備考        |
| --- | -------------- | ---------------------------- | -------- | ----------- |
| 1st | 2024年12月11日 | 君の飼い犬は、可愛くて最悪。 | SSSS-002 |             |
| 1st | 2025年2月26日  | 君の飼い犬は、可愛くて最悪。 | 配信     |             |
| 2nd | 2025年10月8日  | う、ちゅー。                 | 未定     | 6曲収録予定 |

### その他のCD
| 発売日            | タイトル         | 収録曲                                  | 備考                                          |                  |
| 反社会的サンダル  | 反社会的サンダル | 反社会的サンダル                        | 反社会的サンダル                              | 反社会的サンダル |
| ----------------- | ---------------- | --------------------------------------- | --------------------------------------------- | ---------------- |
| 2021年8月3日      | 反社S            | 1. MINT 2. 君は君のままで 3. フルムーン | 下北沢LIVEHOLIC｢遠くの星を笑わせよう｣にて販売 |                  |
| 超☆社会的サンダル |                  |                                         |                                               |                  |
| 2023年4月8日      | 近松サンプラーCD | 1. 空車                                 |                                               |                  |